# 米丸歩
米丸 歩（よねまる あゆみ、6月24日 - ）は、日本の女性声優。栃木県出身。アーツビジョン所属。

## 略歴
俳協ボイスアクターズスタジオ、日本ナレーション演技研究所卒業。

## 人物
方言は栃木弁。
趣味・特技は英語、ドイツ語、創作、鑑賞、栽培。
座右の銘は「日進月歩」。

## 出演

### テレビアニメ
2010年
- 閃光のナイトレイド
- 会長はメイド様!（女子C）

2011年
- 君と僕。（オバタ先生）
- デッドマン・ワンダーランド（小原）
- 未来日記（12th ピンク）

2012年
- アクセル・ワールド（タクム母）
- 咲-Saki- 阿知賀編 episode of side-A（高鴨綾乃、アナウンサー）

2017年
- マーベル フューチャー・アベンジャーズ（エンチャントレス）

2018年
- タイムボカン 逆襲の三悪人（村婦人）

2023年
- AIの遺電子（マリコ）

### 劇場アニメ
- ももへの手紙（2012年）

### ゲーム
- Fallout
- レジェンド・オブ・ルーンテラ
- アンティフォナの聖歌姫 〜天使の楽譜 Op.A〜（2009年）
- Gears of War 3（2011年）
- ダンスセントラル（2011年、エミリア）
- Kinect ラッシュ: ディズニー/ピクサー アドベンチャー（2012年、セリーヌ）
- アサシン クリード III（2012年）
- Gears of War: Judgment（2013年）
- HALO
- ゼルダの伝説 ブレス オブ ザ ワイルド（2017年）
- コール オブ デューティ ワールドウォーII（2017年）
- Marvel’s Avengers（2020年）
- ゼルダ無双 厄災の黙示録（2020年）
- Ghostbusters:Spirits Unleashed（2022年、ゴーストバスターズ：スピリッツ・アンリーシュド）
- ゼルダの伝説 ティアーズ オブ ザ キングダム（2023年）

### 吹き替え

#### 映画
- アーサーと魔王マルタザールの逆襲
- インビクタス/負けざる者たち（シフォ）
- オリエント急行殺人事件（ヒルデガルデ・シュミット〈オリヴィア・コールマン〉[3]）
- ストリートダンス/TOP OF UK（イザベラ）
- (500)日のサマー
- サーフィン ドッグ（イゼベル〈ファーギー〉）
- シャーロック・ホームズ シャドウ ゲーム
- ジョニー・イングリッシュ 気休めの報酬
- すてきな片思い
- スティーヴ・オースティン ザ・ストレンジャー
- ステイ・フレンズ
- ダブルヘッド・ジョーズ
- Black&White/ブラック＆ホワイト

#### ドラマ
- THE EVENT/イベント（レイラ・ブキャナン〈サラ・ローマー〉）
- エバーウッド 遥かなるコロラド（キャシー）
- クリミナル・マインド4 FBI行動分析課
- クリミナル・マインド8 FBI行動分析課
- 救命医ハンク2 セレブ診療ファイル（リン・フィッリプス）
- グッド・ワイフ（ジニーバ・パイン）
- 刑事ヴァランダー 白夜の旋律（カタリナ）
- ゴースト 〜天国からのささやき
- コバート・アフェア シーズン2（ジーナ）
- ザ・パシフィック
- THE MENTALIST メンタリストの捜査ファイル
- CSI:11 科学捜査班
- CSI:ニューヨーク6（ゾーヤ)
- クリミナル・マインド5 FBI行動分析課
- ジーク アンド ルーサー
- 恕の人 -孔子伝-
- SUITS/スーツ（ギャビー）
- Dr.HOUSE（パティ）
- ニュースルーム
- ハリーズ・ロー 裏通り法律事務所
- 犯罪捜査官 アナ・トラヴィス
- フラッシュフォワード（ディラン・シムコー）
- ボードウォーク・エンパイア 欲望の街
- ホワイトカラー
- マイスウィートソウル
- MAD MEN（フェイ・ミラー）
- ミディアム 霊能者アリソン・デュボア
- ヤング・スーパーマン（ジーナ）
- LAW & ORDER:LA（エイミー）
- LOST
- ロマンスが必要
- 私はラブ・リーガル3

### ボイスオーバー
- アイスロード・トラッカーズ3
- あなたの知らない世界史
- アニメ 世界偉人伝
- アプレンティス3
- エレンの部屋
- ガニー軍曹のミリタリー大百科
- カルチャー・ショック!
- 現代の驚異
- 古代ローマ戦闘史
- シャドウ・フォース〜民間軍事傭兵部隊〜
- ショックウェーブ〜歴史的衝撃映像〜 シーズン2
- 地球の誕生
- 超かわいい映像連発!どうぶつピース!!
- 〜どうぶつ冒険バラエティ〜ワンダ!
- ノストラダムス・エフェクト〜予言と黙示録〜
- BS世界のドキュメンタリー
- BBC地球伝説
- UFOハンターズ
- ライフアフターピープル 人類滅亡
- モーガン・フリーマンが語る宇宙

### ラジオ
- NHK WORLD  「物語で学ぶ日本語」

### オーディオドラマ
- 中田ステーションセブン（2018年[4]、篠田まさえ[5]）

### オーディオブック
- 恋歌（2018年、貞芳院）[6]